# Ноа Саренрен-Базее
Ноа Йоель Саренрен-Базее (нім. Noah Joel Sarenren Bazee, нар. 21 серпня 1996, Штадтгаґен, Німеччина) — німецький футболіст нігерійського походження, вінгер клубу «Армінія».

## Ігрова кар'єра

### Клубна
Ноа Саренрен-Базее народився у містечку Штадтгаґен, що поблизу Ганновера. І в 2013 році приєднався до клубної академії «Ганновер 96». З 2015 року футболіст почав свої виступи за другу команду «Ганновера» в Регіональній лізі. Першу гру в основі клубу Саренрен-Юазее провів 8 квітня 2016 року проти столичної «Герти» в рамках Бундесліги. В тому сезоні «Ганновер» посів останнє місце в чемпіонаті і вибув до Другої Бундесліги але вже у наступному сезоні футболіст разом з клубом повернулися до елітного дивізіону.
В червні 2019 року Саренрен-Базее перейшов до «Аугсбурга», з яким підписав п'ятирічний контракт. В клубі футболіст провів чотири сезони, паралельно виступаючи за другий склад команди.
У 2023 році Саренрен-Базее перейшов до клубу Третьої ліги «Армінія» з Білефельда. В сезоні 2024/25 Саренрен-Базее зробив вагомий внесок в досягення своєї команди в розіграші Кубку країни 2024/25.

### Збірна
Ноа Саренрен-Базее має нігерійське коріння з боку свого батька. У 2017 році футболіста було внесено до заявки на матчі національної збірної Нігерії проти Сенегалу та Буркіна - Фасо. Але на поле того разу Ноа не виходив.

## Титули
Армінія